# Danesfahan
Danesfahan (persisch دانسفهان [dɑnɛsfɑhɑn]) ist die Hauptstadt des Kreises Ramand in der Provinz Qazvin im Iran. In Danesfahan leben circa 12.000 Einwohner (Stand 2011).
Danesfahan liegt westlich von Sagezabad und südlich von Esfarwarin. Die Einwohner von Danesfahan sind Tat und sprechen Tati.